# Paolo Intini
Paolo Intini est un artiste peintre italien du trompe-l'œil et de portraits né à Monopoli le 5 février 1921. Il vécut au 48, rue Chapon dans le 3e arrondissement de Paris et appartint au Mouvement Trompe-l'œil/Réalité fondé par Henri Cadiou. Il est mort à Paris 20e le 11 août 2014.

## Biographie

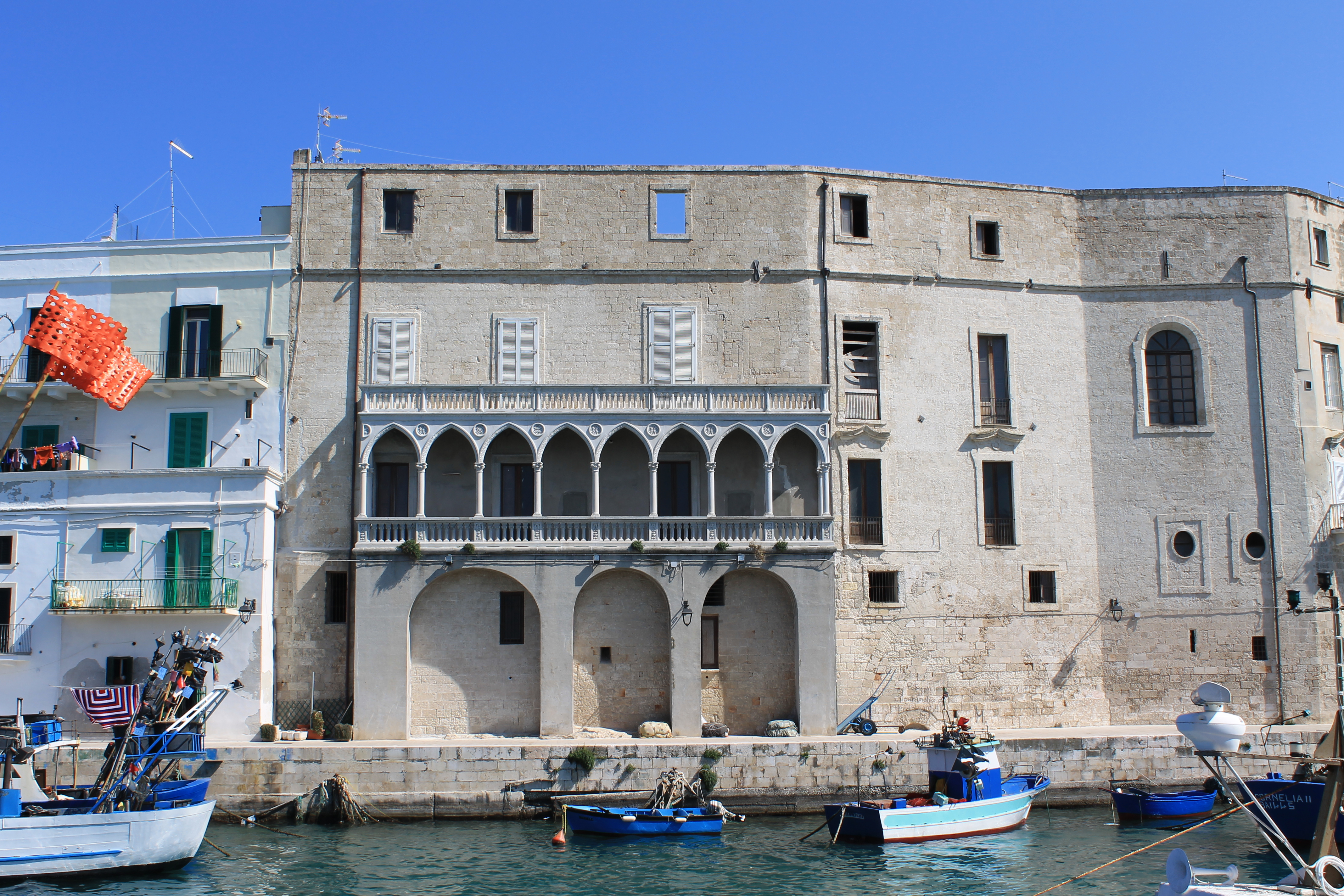
Vue de Monopoli (Italie).

Né à Monopoli, Palo Intini s'installe en France en 1948. Il se consacre au trompe-l'œil à partir de 1967.
L'artiste meurt en 2014. Une partie de son atelier (soixante-six toiles) est dispersée le 15 avril 2015 par les commissaires-priseurs Olivier Rieuner et Vincent de Muizon à l'Hôtel Drouot à Paris.

## Expositions

### Expositions personnelles
- Intini - Trompe-l'œil contemporain, peintures 1964-1989, maison de l'UNESCO, Paris, septembre 1989.

### Expositions collectives
- Le groupe Trompe-l'œil/Réalité, Centre culturel de New York et Cororan Gallery, Washington, 1973.
- Salon des indépendants, Paris, 1979.
- Musée de Villeneuve-sur-Lot, 1981.
- MUDO - Musée de l'Oise, Beauvais, 1986.
- Musées de Tokyo, Osaka et Kyoto, 1986.
- Institut de France, Paris, 1987.
- Trompe-l'œil/Réalité, Galerie municipale d'art contemporain de Chamalières, février-mars 1999[5].
- Le trompe-l'œil - L'œil trompé : Janine Delaporte, Pierre Intini, Nadine Le Prince, Daniel Solnon, Gérard Willeminot, maison des arts, Antony, 2001.
- 3e Biennale des beaux-arts de Saint-Avold, maison des associations, Saint-Avold, 2007[6].
- Participations non datées : Salon Comparaisons[2].

## Réception critique

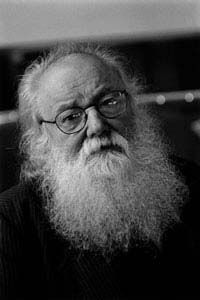
Pierre Restany

- « Paolo Intini est l'homme du superréalisme du cœur et de la raison. Son trompe-l'œil est d'autant plus saisissant qu'il incarne la magie de l'homme et de sa passion. La rouille est la patine de l'émotion, la trace de la pulsion de mort dans l'élan vital. » - Pierre Restany[7]
- « À partir de 1967, toujours fidèle à la rigueur du dessin et au respect des valeurs, ses compositions constituent des trompe-l'œil à la manière de ceux du XVIIIe siècle, mais faisant intervenir des éléments contemporains : objets actuels en plastique ou rouillés, imitations de collages d'affiches. » - Dictionnaire Bénézit[2]
- « L'objet usé incarne notre mémoire, disent certains poètes. C'est sur les peaux des cartons, des planches et des tôles que Paolo Intini grave les signes de notre existence. Voilà peut-être pourquoi ses œuvres nous vont droit au cœur. » - Martin Monestier[8]

## Collections publiques

### France
- Musée Carnavalet, Paris, trois peintures :
  - Autoportrait, vers 1988[9].
  - La Tour Eiffel, 1988[10].
  - Le Pont Marie, 1988[11].

### Italie
- Pinacothèque métropolitaine de Bari, Triptyque pour autoportrait, huile sur toile 60x81cm[12].
- Diocèse de Conversano-Monopoli, Conversano, Apertura sulla Vecchia Monopoli, huile sur toile[13].
- Ville de Monopoli[14],[15].
- Musées du Capitole, Rome.

## Collections privées
- Collection Martin Monestier, Société de consommation, huile sur toile en trompe-l'œil, vers 1970[16].
- Associazione fra i familiari delle vittime dell'Heysel, Turin, Les larmes du Heysel, huile sur toile[17].